# Maud Mannoni

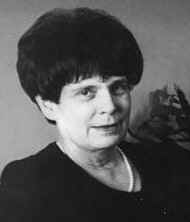
Maud Mannoni

Maud Mannoni, geb. Magdalena van der Spoel (* 23. Oktober 1923 in Kortrijk; † 15. März 1998 in Paris), war eine belgische Kriminologin und Psychoanalytikerin.

## Leben
Maud Mannoni wuchs die ersten zehn Jahre ihrer Kindheit in der damaligen niederländischen Kolonie Ceylon auf. Anschließend besuchte sie ein Gymnasium in Amsterdam sowie in Antwerpen. Sie studierte Psychiatrie und Kriminologie in Brüssel. Von Françoise Dolto wurde sie in die Kinderanalyse eingeführt. 1948 ging Mannoni nach Paris und lernte dort das Werk von Jacques Lacan kennen.
Mannoni spezialisierte sich auf psychische Krankheiten bei Kindern und Jugendlichen, insbesondere auf Psychosen und kindliche Defizite. Im Jahr 1969 gründete sie gemeinsam mit Robert Lefort eine alternativ-psychiatrische Einrichtung in der französischen Gemeinde Bonneuil-sur-Marne für Kinder und Jugendliche in Not. Es war ein Ort zum Leben und für experimentelle Strukturen für autistische, psychotische oder zurückgebliebene Kinder und Jugendliche. Dort praktizierte Mannoni eine Therapieform, in der die Gemeinschaft eine zentrale Bedeutung hatte. Sie selbst nannte es ein Konzept gesprengter Institutionen. Ihre Arbeit orientierte sich an alternativen Therapiemöglichkeiten, wie sie beispielsweise Fernand Deligny in den Cevennen entwickelt hatte.
Unter den Schülern von Jacques Lacan nimmt sie – bezogen auf das Feld der Antipsychiatrie – eine herausragende Position ein. Verheiratet war sie mit Octave Mannoni, der auch eine Biografie über Sigmund Freud verfasst hat.

## Mitgliedschaft
Maud Mannoni war Mitglied der École Freudienne in Paris.

## Veröffentlichungen (Auswahl)
- L´enfant arriéré et sa mere. Paris 1964
  - Deutsche Ausgabe: Das zurückgebliebene Kind und seine Mutter. Olten, Freiburg 1972
- Le psychiatre, son „fou“ et la psychoanalyse. Seuil, Paris 1970
  - Deutsche Ausgabe: Der Psychiater, sein Patient und die Psychoanalyse. Gewidmet Jacques Lacan. Syndikat, Frankfurt am Main 1983 ISBN 3-434-46008-X
- „Scheißerziehung“. Von der Antipsychiatrie zur Antipädagogik. Mit Beiträgen von Robert Lefort, Francoise Petitot Fort u. Florence Stevenin. Syndikat, Frankfurt am Main 1976
- Ein Ort zum Leben. Die von Kinder von Bonneuil. Syndikat, Frankfurt am Main 1978.